# Luisa Sappelt

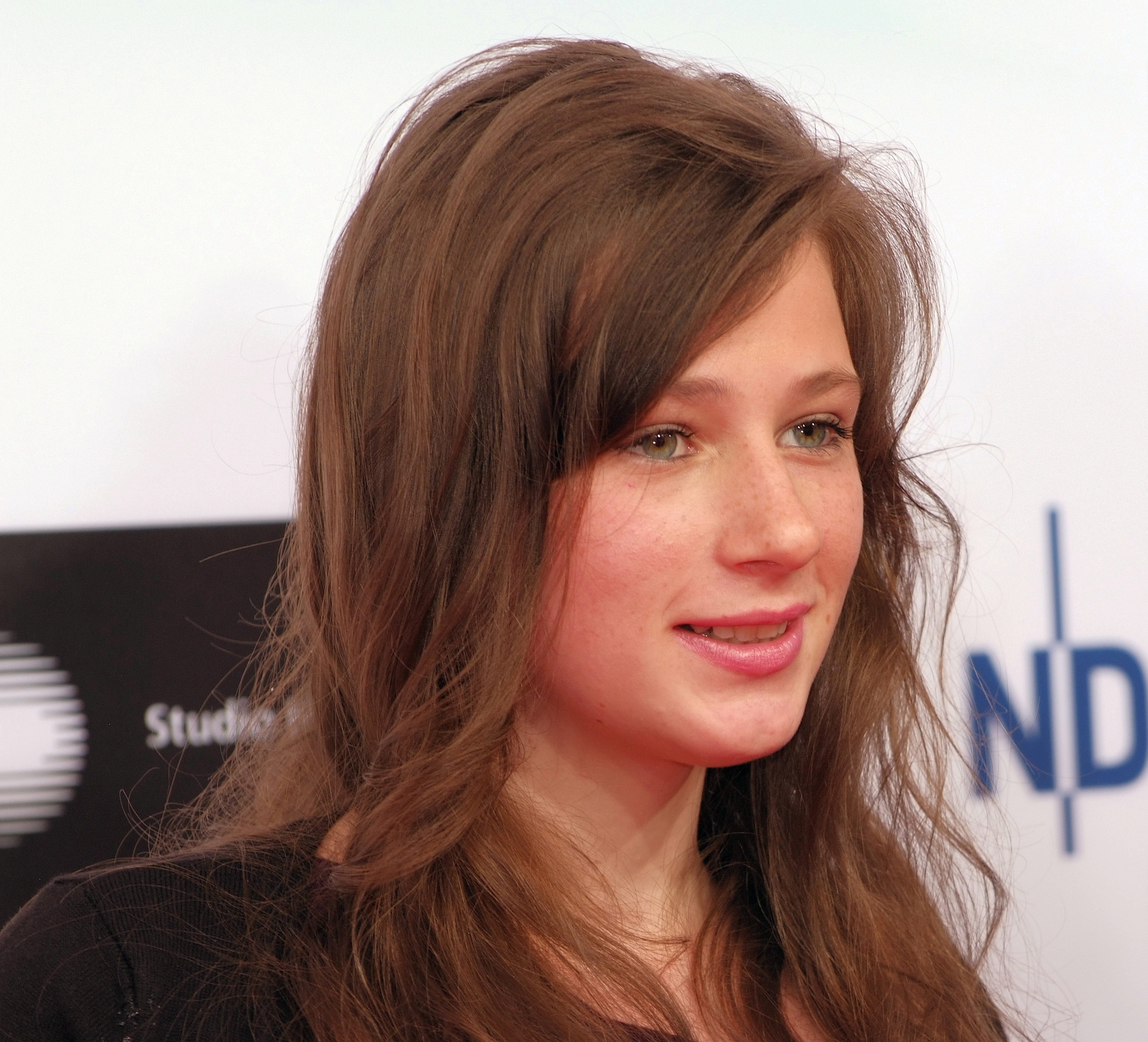
Luisa Sappelt 2012 beim Studio Hamburg Nachwuchspreis als Nominierte für den Günter-Strack-Preis

Luisa Sappelt (* 1993) ist eine deutsche Schauspielerin.

## Leben
Nach einem Casting-Workshop bekam Luisa Sappelt ihre erste Fernsehfilmrolle 2004 in der Tatort-Folge „Abschaum“.

## Filmografie (Auswahl)
- 2004: Tatort – Abschaum (Fernsehreihe)
- 2005: Urlaub vom Leben
- 2007: Madonnen
- 2010: Songs of Love and Hate
- 2012: Transpapa

## Auszeichnung
2012 erhielt sie für ihre Rolle in dem Film „Transpapa“ auf dem Filmkunstfest Schwerin den Preis für die beste darstellerische Leistung (geteilt mit Devid Striesow).